# Adams (Ilocos Norte)
Adams è una municipalità di quinta classe delle Filippine, situata nella Provincia di Ilocos Norte, nella Regione di Ilocos.
Sarrat è formata dall'unico baranggay omonimo.